# Каґазі (Амлаш)
Каґазі (перс. كاغذي) — село в Ірані, у дегестані Сомам, у бахші Ранкух, шагрестані Амлаш остану Ґілян. За даними перепису 2006 року, його населення становило 14 осіб, що проживали у складі 5 сімей.